# Euripus gulussa
Euripus gulussa är en fjärilsart som beskrevs av Hans Fruhstorfer 1903. Euripus gulussa ingår i släktet Euripus och familjen praktfjärilar. Inga underarter finns listade i Catalogue of Life.